# Novantinoe lingafelteri
Novantinoe lingafelteri là một loài bọ cánh cứng trong họ Cerambycidae.